# Mario Lemieux
Mario Lemieux (* 5. říjen 1965, Montréal) je bývalý kanadský hokejový útočník, který odehrál 17 sezón za klub Pittsburgh Penguins v NHL. S hokejovou kariérou skončil v roce 2006, v současnosti stále působí v organizaci Penguins jako majitel klubu.
Drží v NHL vícero rekordů a je považovaný za jednoho z nejlepších hokejistů v historii sportu. Jeho kariéra byla lemovaná množstvím nemocí a zranění, která jej omezovala a dovolila mu odehrát jen 915 z 1428 možných utkání během aktivních let, navíc zcela vynechal čtyři celé sezóny. V historických tabulkách (produktivity, gólů, asistencí) mu tak patří místo až ve druhé pětce, svým průměrem bodů na utkání či sezónu se však jako jediný přiblížil hvězdným výkonům Wayna Gretzkého. Lemieux nosil číslo 66, které se na jeho počest v Pittsburghu již nepoužívá. U příležitosti 100. výročí NHL byl v lednu 2017 vybrán jako jeden ze sta nejlepších hráčů historie ligy.

## Osobní život
V roce 1993 si vzal za manželku Nathalie Asselin, která mu porodila dcery Lauren, Stephanie, Alexu a syna Austina Nicholase.

## Klubová kariéra

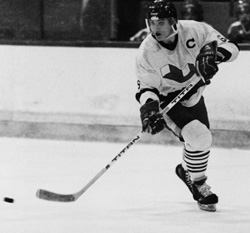
Mario Lemiuex v roce 1984

### Dětství a juniorská léta
S hokejem začínal se svými bratry Alainem, který později také hrál v NHL, a Richardem.
Jako junior hrával za Laval Voisins v Quebec Major Junior Hockey League. Zářil již v jejich dresu,
zejména o sobě dal vědět ve své poslední sezóně, když v 70 utkáních zaznamenal 133 gólů a celkem 282 bodů
(tedy průměr více než 4 body na utkání). Památný byl jeho poslední zápas základní části, před nímž mu
chyběly tři góly, aby vyrovnal ligový rekord Guy Lafleura. Vstřelil jich však dokonce šest a při
vítězství 16:4 přidal dalších šest asistencí.

### Vstup do NHL
Do Pittsburghu přišel ve špatné situaci klubu, který se zmítal ve finanční krizi a trpěl diváckým nezájmem (na jeho utkání chodilo v průměru jen 7000 lidí), mluvilo se o jeho stěhování. Klub potřeboval silný impulz a tím se právě, jak se později ukázalo, příchod Lemieuxe stal. Lemieux debutoval v NHL 11. října 1984 v zápase proti Boston Bruins a dokázal potvrdit očekávání, když vstřelil ze své první střely gól. V průběhu jeho nováčkovské sezóny dostal nominaci do NHL All-Star zápasu a stal se prvním nováčkem v historii, který získal ocenění nejužitečnější hráč zápasu. V první sezóně zaznamenal vynikajících 100 bodů, i když vynechal sedm utkání. 
V následujícím ročníku již byl v kanadském bodování druhý za suverénním Gretzkym, když získal 141 bodů a získal Lester B. Pearson Award. O rok později (1986/1987) sice jeho produktivita o něco poklesla, zejména kvůli tomu, že musel vynechat 17 utkání, vše si ale vynahradil v létě 1987. Na Kanadském poháru výrazně přispěl k vítězství kanadské reprezentace, když v devíti utkáních vstřelil jedenáct gólů. Bylo mu tehdy jen jednadvacet let. 

### Nejúspěšnější léta a zisk Stanley Cupů
V sezóně 1987/1988 přerušil sedmiletou nadvládu Wayna Gretzkého v produktivitě NHL, když zaznamenal 168 bodů. Vybojoval svou první Art Ross Trophy i také Hart Memorial Trophy. Přesto však Pittsburgh nepostoupil do play-off. Svůj bodový zisk ještě vylepšil v následujícím ročníku. Se 199 body (přes několik vynechaných utkání) se stal vedle Gretzkého jediným hráčem historie, který dvousetbodovou hranici atakoval, i když na rozdíl od svého staršího konkurenta neúspěšně. V tomto roce také zaznamenal řadu pozoruhodných výkonů, například 50 branek ve svých prvních 50 utkáních sezóny či dva osmibodové a pětibrankové zápasy, přičemž v utkání proti New Jersey Devils 21. prosince 1988 se stal jediných hráčem NHL, který v jednom utkání vstřelil branku v pěti rozdílných herních situacích (při vyrovnaném počtu hráčů, v přesilovce, v oslabení, z trestného střílení a do prázdné branky). Pittsburgh tentokrát do bojů o Stanley Cup postoupil, vypadl však ve druhém kole s Philadelphií. 
V sezóně 1989/1990 také začal velmi produktivně a zaznamenal alespoň jeden bod ve 46 utkáních po sobě, než tuto sérii přerušil vynechaným utkáním kvůli zranění. I tak se jedná o druhou nejdelší sérii historie po Gretzkého 51-zápasové šňůře. I když kvůli zranění zad vynechal podstatnou část sezóny, se 123 body byl v lize celkově čtvrtým nejproduktivnějším hráčem. Zranění zad však bylo horší než se původně zdálo, výhřez meziobratlové ploténky se komplikoval infekcí a proto musel v létě 1990 podstoupit stabilizační chirurgický zákrok. Vynechal tak i podstatnou část následujícího ročníku – 50 zápasů. Pittsburgh při jeho absenci ve snaze posílit šance na zisk Stanley Cupu angažoval zkušené hráče – Joe Mullena, Larry Murphyho, Rona Francise a Ulfa Samuelssona. V tomto roce sem také přišel mladý Jaromír Jágr, jehož Pittsburgh získal v prvním kole draftu. Lemieux naskočil do závěrečné části sezóny a zejména v play-off byl oporou. Přestože bojoval stále s bolestmi zad, dovedl tým k jeho historicky prvnímu Stanley Cupu a ziskem 44 kanadských bodů zaostal jen o tři body za Gretzkého rekordem. 
I v sezóně 1991/1992 byl sužován zraněními, se 131 body však získal svou třetí Art Ross Trophy. V play-off ve druhém utkání divizního finále utrpěl po zásahu Adama Gravese zlomeninu levé ruky a byl nucen vynechat pět utkání, přesto ve finále proti Chicago Blackhawks dovedl tým k zisku druhého Stanley Cupu a pro sebe vybojoval druhou Conn Smythe Trophy pro nejužitečnějšího hráče play-off.

### Od Stanley Cupu do prvního ukončení kariéry
Na začátku ročníku 1992/1993 se zdál zdravotně konečně v pořádku a výjimečnou produktivitou útočil na Gretzkého rekord v počtu kanadských bodů (215 ze sezóny 1985/1986). Bylo tomu tak až do 12. ledna 1993, kdy vystoupil se šokujícím oznámením, že u něj lékaři diagnostikovali Hodgkinovu nemoc, nádorové onemocnění mízních uzlin. Byl nucen opět přerušit kariéru, nebylo jisté, zda onemocnění vůbec přežije. Podstoupil ozařování a byl bez hokeje dva měsíce. V poslední den radioterapie letěl s týmem do Philadelphie k utkání proti Flyers. Diváci v hale mu připravili bouřlivé ovace, což bylo jinak u hráče z týmu úhlavního konkurenta nemyslitelné. Lemieux vstřelil jeden gól a na další nahrál. I v dalších utkáních pokračoval s vysokou produktivitou. Pittsburgh zaznamenal rekordních sedmnáct vítězství v řadě a poprvé v historii se stal nejlepším týmem základní části a získal tak Presidents' Trophy. V play-off nicméně podlehl ve druhém kole New York Islanders. Lemieux vedle zisku Art Ross Trophy byl také oceněn Bill Masterton Memorial Trophy za oddanost hokeji. V základní části vinou vynechaných utkání sice Gretzkého rekordy neatakoval, bodový průměr 2,67 na utkání je však v historii ligy třetím nejlepším (po Gretzkého výkonech 2,77 a 2,69 bodu na utkání). 
V létě 1993 podstoupil druhou operaci páteře a nestihl prvních deset utkání sezóny 1993/1994. V jejím průběhu vynechal dalších 48 utkání a v ročníku tak odehrál jen 22 zápasů. Po sezóně oznámil, že další ročník vynechá kvůli zdravotním potížím a celkovému oslabení organizmu po radioterapii. 
Do ročníku 1995/1996 se vrátil ve velkém stylu. 26. října 1995 vstřelil svůj pětistý gól, na což potřeboval jen 605 utkání, rychleji tuto metu zvládl opět jen Wayne Gretzky (v 575 zápasech). Se 69 góly a 161 body dominoval celé lize a po sezóně získal popáté Art Ross Trophy a potřetí Hart Trophy. Přesto však v play-off Pittsburgh ztroskotal ve finále Východní konference na Floridě. V dalším roce překonal metu 600 gólů (v 719 utkáních, Gretzky na to potřeboval jen o zápas méně), se 122 body opět (pošesté) zvítězil v kanadském bodování ligy a zaznamenal svou desátou stobodovou sezónu. V play-off narazil Pittsburgh v prvním kole na Philadelphii a sérii prohrál v pěti utkáních. V posledním utkání na ledě Philadelphie sklízel po závěrečné siréně bouřlivý aplaus publika. Oznámil, že po sezóně končí s aktivní kariérou. Stal se jediným hráčem historie, který při ukončení kariéry měl průměr více než dva body na utkání (1475 bodů v 745 zápasech). Do Síně slávy byl uveden 17. listopadu 1997 jako devátý hráč historie, kterému byl odpuštěna jinak povinná tříletá lhůta od ukončení kariéry.

### Po prvním ukončení kariéry
V roce 1998 se finanční situace Pittsburgh Penguins výrazně zhoršila, klub byl zadlužený a dluhy věřitelům nestíhal splácet. V listopadu 1998 vyhlásil bankrot. Hrozil jeho zánik či stěhování do jiného města. V roce 1999 Lemieux začal podnikat kroky k záchraně klubu a nakonec v září 1999 s požehnáním Rady guvernérů NHL a amerických soudů převzal kontrolu nad klubem. Stal se prvním známým bývalým hráčem NHL, který se stal majitelem klubu, v němž hrával. Začal s oddlužováním klubu, což se mu nakonec podařilo v roce 2005.

### Návrat aktivního hokejisty
V roce 2000 se objevily zprávy, že se Mario Lemieux chystá k návratu na led. Podepsal reklamní smlouvu s firmou Nike, která mu za propagaci jejich výrobků na ledě i mimo něj zaručovala 500 000 dolarů ročně, a to do konce aktivní kariéry. Poprvé se na ledě objevil 27. prosince 2000 v utkání proti Toronto Maple Leafs. Zaznamenal v něm gól a tři asistence. Ve zbytku sezóny stihl ve 43 utkáních 76 bodů a měl nejlepší bodový průměr ze všech hráčů nejen v této sezóně, ale až do roku 2006, kdy končil aktivní kariéru definitivně. V play-off pomohl týmu až do finále Východní konference, kde Pittsburgh podlehl New Jersey. Svým návratem se stal teprve třetím hokejistou historie, který do NHL aktivně zasáhl již jako člen Síně slávy (před ní to byli Gordie Howe a Guy Lafleur). 
Před sezónou 2001/2002 byl tým nucen zbavit se některých svých draze placených hvězd. Dosavadní kapitán Jaromír Jágr byl vyměněn do Washington Capitals a Mario Lemieux se vrátil na kapitánský post. V sezóně však odehrál jen 24 utkání, opět kvůli zdravotním problémům, především s kyčlí. Stihl ale být v pořádku na Zimních olympijských hrách 2002 v Salt Lake City, kde s kanadskou reprezentací vybojoval zlaté medaile. Po olympijském turnaji však v NHL odehrál do konce sezóny jen jediný zápas. Pittsburští novináři jej proto nařkli, že upřednostnil zájmy kanadského národního týmu. 
V následujícím ročníku (2002/2003) byl na tom zdravotně lépe a po značnou část sezóny vedl ligovou produktivitu. Vynechal však většinu utkání v poslední čtvrtině soutěže a nakonec s 91 body v 67 zápasech skončil celkově osmý. Naproti tomu v sezóně 2003/2004 odehrál jen deset zápasů, v nichž vstřelil jediný gól. 

### Definitivní ukončení kariéry
Po výluce NHL opět naskočil do soutěže po jejím obnovení v roce 2005. Naděje Pittsburghu se upínaly jednak k větší možnosti získat do týmu kvalitní hráče po zavedení platových stropů, jednak k příchodu mladého Sidneyho Crosbyho, kterého tým získal jako prvního v draftu. Lemieux však sezónu nedohrál. 24. ledna 2006 oznámil podruhé a definitivně ukončení kariéry, kvůli problémům s rychlostí a produktivitou. Též se přidaly problémy se srdeční arytmií (fibrilace síní).

## Úspěchy v NHL

### Individuální
- Art Ross Trophy (vítěz kanadského bodování) – 1988, 1989, 1992, 1993, 1996, 1997
- Hart Memorial Trophy (nejužitečnější hráč ligy) – 1988, 1993, 1996
- Lester B. Pearson Award (nejužitečnější hráč ligy dle hlasování hráčů) – 1986, 1988, 1993, 1996
- Conn Smythe Trophy (nejužitečnější hráč play off) – 1991, 1992
- Calder Memorial Trophy (nejlepší nováček soutěže) – 1985
- Bill Masterton Memorial Trophy (za příkladnou oddanost a věrnost hokeji) – 1993
- NHL Plus/Minus Award (nejlepší účast na ledě při vstřelených/obdržených brankách) – 1993

## Prvenství
- Debut v NHL – 11. října 1984 (Boston Bruins proti Pittsburgh Penguins)
- První gól v NHL – 11. října 1984 (Boston Bruins proti Pittsburgh Penguins, kanadskému brankáři Pete Peeters)
- První asistence v NHL – 11. října 1984 (Boston Bruins proti Pittsburgh Penguins)
- První hattrick v NHL – 31. prosince 1985 (St. Louis Blues proti Pittsburgh Penguins)

## Klubová statistika
| Sezóna       | Klub                | Soutěž       |     | Základní část | Základní část | Základní část | Základní část | Základní část |    | Play off | Play off | Play off | Play off | Play off |
| Sezóna       | Klub                | Soutěž       | Z   | G             | A             | B             | TM            | Z             | G  | A        | B        | TM       |          |          |
| 1981–82      | Laval Voisins       | QMJHL        | 64  | 30            | 66            | 96            | 22            | 18            | 5  | 9        | 14       | 31       |          |          |
| 1982–83      | Laval Voisins       | QMJHL        | 66  | 84            | 100           | 184           | 76            | 12            | 14 | 18       | 32       | 18       |          |          |
| 1983–84      | Laval Voisins       | QMJHL        | 70  | 133           | 149           | 282           | 92            | 14            | 29 | 23       | 52       | 29       |          |          |
| 1984–85      | Pittsburgh Penguins | NHL          | 73  | 43            | 57            | 100           | 54            | —             | —  | —        | —        | —        |          |          |
| 1985–86      | Pittsburgh Penguins | NHL          | 79  | 48            | 93            | 141           | 43            | —             | —  | —        | —        | —        |          |          |
| 1986–87      | Pittsburgh Penguins | NHL          | 63  | 54            | 53            | 107           | 57            | —             | —  | —        | —        | —        |          |          |
| 1987–88      | Pittsburgh Penguins | NHL          | 77  | 70            | 98            | 168           | 92            | —             | —  | —        | —        | —        |          |          |
| 1988–89      | Pittsburgh Penguins | NHL          | 76  | 85            | 114           | 199           | 100           | 11            | 12 | 7        | 19       | 16       |          |          |
| 1989–90      | Pittsburgh Penguins | NHL          | 59  | 45            | 78            | 123           | 78            | —             | —  | —        | —        | —        |          |          |
| 1990–91      | Pittsburgh Penguins | NHL          | 26  | 19            | 26            | 45            | 30            | 23            | 16 | 28       | 44       | 16       |          |          |
| 1991–92      | Pittsburgh Penguins | NHL          | 64  | 44            | 87            | 131           | 94            | 15            | 16 | 18       | 34       | 2        |          |          |
| 1992–93      | Pittsburgh Penguins | NHL          | 60  | 69            | 91            | 160           | 38            | 11            | 8  | 10       | 18       | 10       |          |          |
| 1993–94      | Pittsburgh Penguins | NHL          | 22  | 17            | 20            | 37            | 32            | 6             | 4  | 3        | 7        | 2        |          |          |
| 1995–96      | Pittsburgh Penguins | NHL          | 70  | 69            | 92            | 161           | 54            | 18            | 11 | 16       | 27       | 33       |          |          |
| 1996–97      | Pittsburgh Penguins | NHL          | 76  | 50            | 72            | 122           | 65            | 5             | 3  | 3        | 6        | 4        |          |          |
| 2000–01      | Pittsburgh Penguins | NHL          | 43  | 35            | 41            | 76            | 18            | 18            | 6  | 11       | 17       | 4        |          |          |
| 2001–02      | Pittsburgh Penguins | NHL          | 24  | 6             | 25            | 31            | 14            | —             | —  | —        | —        | —        |          |          |
| 2002–03      | Pittsburgh Penguins | NHL          | 67  | 28            | 63            | 91            | 43            | —             | —  | —        | —        | —        |          |          |
| 2003–04      | Pittsburgh Penguins | NHL          | 10  | 1             | 8             | 9             | 6             | —             | —  | —        | —        | —        |          |          |
| 2005–06      | Pittsburgh Penguins | NHL          | 26  | 7             | 15            | 22            | 16            | —             | —  | —        | —        | —        |          |          |
| Celkem v NHL | Celkem v NHL        | Celkem v NHL | 915 | 690           | 1033          | 1723          | 834           | 107           | 76 | 96       | 172      | 87       |          |          |

## Reprezentace
Byl kapitánem reprezentace Kanady na Zimních olympijských hrách 2002, kde získal zlatou medaili. Za Kanadu hrál i na mistrovství světa 1985, Kanadském poháru 1987, byl kapitánem mužstva na Světovém poháru 2004.

### Reprezentační statistiky
| Rok                       | Tým                       | Soutěž                    | Z  | G  | A  | B  | TM |
| ------------------------- | ------------------------- | ------------------------- | -- | -- | -- | -- | -- |
| 1983                      | Kanada 20                 | MSJ                       | 7  | 5  | 5  | 10 | 12 |
| 1985                      | Kanada                    | MS                        | 9  | 4  | 6  | 10 | 2  |
| 1987                      | Kanada                    | KP                        | 9  | 11 | 7  | 18 | 8  |
| 2002                      | Kanada                    | OH                        | 5  | 2  | 4  | 6  | 0  |
| 2004                      | Kanada                    | SP                        | 6  | 1  | 4  | 5  | 2  |
| Juniorská kariéra celkově | Juniorská kariéra celkově | Juniorská kariéra celkově | 7  | 5  | 5  | 10 | 12 |
| Seniorská kariéra celkově | Seniorská kariéra celkově | Seniorská kariéra celkově | 29 | 18 | 21 | 39 | 12 |